# Едоардо Манђароти
Едоардо Манђароти (итал. Edoardo Mangiarotti; Ренате, 7. април 1919 — Милано, 25. мај 2012) био је италијански мачевалац, најуспешнији у историји Олимпијских игара и светских шампионата. Освојио је укупно 21 медаља, више него било који други мачевалац у историји овог спорта, а од тога 13 на Олимпијским играма.

## Биографија
Едоардо Манђароти је рођен 7. априла 1919. године у познатој породици мачевалаца из Милана. Његов отац, Ђузепе Манђароти, био је познати мачевалац, професионални мач тренер, који је освајао 17 пута национално такмичење у појединачној категорији. Он је увео Едоарда у свет мачевања и под његовим утицајем је Едоардо, иако природно деснорук, намерно тренирао левом руком како би био захтевнији противник већини других мачевалаца. Дарио Манђароти, старији Едоардов брат, освојио је светско првенство у Каиру 1949. године, као и једно злато и два сребра на Олимпијским играма.
Едоардо је био национални јуниорски шампион у екипном такмичењу са само 11 година. Део италијанског сениорског тима је постао већ са 16 година и 1935. године се први пут такмичио на светском шампионату. Следеће године је на Олимпијским играма освојио златну медаљу у појединачној категорији.
У Паризу 1937. године Едоардо Манђароти је освојио златну медаљу на светском Светском екипном шампионату. Следеће године у Чехословачкој је заузео друго место у појединачној категорији, а освојио бронзу и злато у екипном такмичењу.